# Johannes Gerber
Willy Johannes Gerber (* 6. Oktober 1919 in Friedrichsgrün; † 23. Dezember 2004 in Koblenz) war ein deutscher Ökonom und Offizier, zuletzt Generalmajor der Bundeswehr. Er war Mitbegründer der Betriebswirtschaftslehre der deutschen Streitkräfte.

## Leben

### Wehrmacht
Gerber wurde 1919 als Sohn eines Speditionskaufmanns geboren. Nach dem Abitur 1938 am Athenaeum Stade wurde er zum Reichsarbeitsdienst in Ihlienworth herangezogen. Danach trat er in die Wehrmacht ein, 1938/39 war er Kanonier beim Artillerieregiment 17 in Nürnberg. 1939 wurde er Geschützführer im Artillerieregiment 173. 1939/40 absolvierte er den Offizieranwärterlehrgang an der Artillerieschule in Jüterbog.
Beförderungen
- 1940 Leutnant
- 1942 Oberleutnant
- 1944 Hauptmann (RDA 1943)

1940 wurde er Batterie- beziehungsweise Beobachtungsoffizier seines Regiments. 1940 wurde er verwundet und in das Kriegslazarett Bad Ems eingeliefert. Danach absolvierte er einen Lehrgang an der Heeres- und Luftwaffennachrichtenschule in Halle/Saale. Von 1940 bis 1942 diente er im Artillerielehrregiment in Jüterbog; er war dort Führer der Stabsbatterie und Nachrichtenzugführer. 1942 wurde er Ausbildungsoffizier im schweren Artillerie-Ersatz-Bataillon, später erfolgte die Umschulung auf motorisiert beim Leichten Ersatzbataillon (mot.) 103. Sodann wurde er Führer der Stabsbatterie und Abteilungsadjutant im Panzerartillerieregiment 33, das Teil des Deutschen Afrikakorps war. 1942/43 war er O4 der 15. Panzerdivision. 1943 war er im Stab beziehungsweise als Batterieführer im Panzerartillerieregiment 33 tätig.

### Kriegsgefangenschaft und Studium
Im Mai 1943 geriet er in US-amerikanische Kriegsgefangenschaft, in der er 1944 zum Hauptmann befördert wurde und bis 1946 verblieb. In dieser Zeit, 1944/45, besuchte er die Lager-Universität im Kriegsgefangenenlager Camp Como, Mississippi, wo er unter anderem von Walter Hallstein unterrichtet wurde und eine Dolmetscherprüfung ablegte.
Danach absolvierte er 1946/47 zunächst eine kaufmännische Lehre bei der Willy Gerber GmbH und legte die Kaufmannsgehilfenprüfung ab. 1947/48 war er als Speditionskaufmann tätig. Von 1948 bis 1950 studierte er Betriebswirtschaftslehre an der Wirtschaftshochschule Mannheim (Diplom-Kaufmann). Danach war er als Wirtschafts- und Steuerberater tätig, 1954 legte er die Steuerberaterprüfung ab.
Später, 1963, wurde er bei Walter Le Coutre in Mannheim mit der Dissertation Betriebswirtschaftliche Grundlagen für die Führung von Streitkräften zum Dr. rer. pol. promoviert.

### Bundeswehr
Beförderungen
- 1957 Major
- 1961 Oberstleutnant
- 1966 Oberst
- 1970 Brigadegeneral
- 1973 Generalmajor

Anstelle des Wirtschaftsprüferexamens absolvierte er 1956 den Bundeswehr-Einweisungslehrgang in Sonthofen. Danach wurde er Inspektionschef an der Heeresoffizierschule I in Hannover. 1956/57 war er S3 im Feldartillerieregiment 1. Es folgte der 1. Generalstabslehrgang Heer an der Heeresakademie in Bad Ems. 1957 wurde er G4 im Kommando Depotorganisation (H) in Bad Neuenahr.
1957/58 besuchte er das US Army Command and General Staff College in Fort Leavenworth, Kansas. Danach unternahm er im Rahmen des Rationalisierungs-Kuratoriums der Deutschen Wirtschaft eine Studienreise. 1958/59 war er erneut G4 im Kommando Depotorganisation (H) in Bad Neuenahr. Von 1959 bis 1961 gehörte er der ATP-Gruppe an der Logistikschule der Bundeswehr in Hamburg an. Von 1961 bis 1963 war er Lehroffizier an der Akademie für Wehrverwaltung und Wehrtechnik in Mannheim. 1963 wurde er Kommandeur des Panzerartilleriebataillons 155 in Lahnstein.
Von 1965 bis 1970 war Gerber Leiter des Referats Psychologische Kampfführung (PSK) im Führungsstab der Streitkräfte (Fü S VII 6) in Bonn. Danach wechselte er als Gruppenleiter Sicherheitspolitik in das Bundeskanzleramt unter Willy Brandt. Von 1973 bis 1976 war er stellvertretender Stabsabteilungsleiter Informationssysteme im Supreme Headquarters Allied Powers Europe bei Mons, Belgien. Von 1976 bis 1978 war er deutscher Beauftragter beim Oberbefehlshaber der französischen Streitkräfte in Deutschland in Baden-Baden. 1978 wurde er als Nachfolger von Generalmajor Gottfried Ewert stellvertretender Kommandierender General des III. Korps und Kommandeur der Korps-Truppen in Koblenz. 1980 trat er außer Dienst.

### Sonstiges
Er, der sich insbesondere mit Organisationswissenschaft, Logistik und Militärökonomie beschäftigte, war ab den 1960er Jahren Lehrbeauftragter an der Hochschule für Politik München, an der Fachhochschule des Heeres 1 in Darmstadt, an der Hochschule der Bundeswehr Hamburg und der Universität Karlsruhe.
Von 1965 bis 1990 war er Mitglied in der Deutschen Gesellschaft für Sozialbeziehungen und der Studiengesellschaft für Zeitprobleme, hier von 1972 bis 1982 1. Vorsitzender.
Gerber war 1981 Gründungsmitglied der Gesellschaft für Militärökonomie e. V. und bis 1993 ihr 1. Vorsitzender. 1979 und 1981 verantwortete er das Symposium Betriebswirtschaftslehre und Streitkräfte an der Friedrich-Alexander-Universität Erlangen-Nürnberg.
Er war verheiratet und Vater von drei Kindern.

## Ehrungen
- 1977: Großoffizierkreuz der Republik Senegal
- 1979: Bundesverdienstkreuz I. Klasse
- 1980: Order of the Burning Spear, I. Klasse, Kenia

## Schriften (Auswahl)
- (Hrsg.): Taschenbuch für Logistik. Wehr und Wissen Verlagsgesellschaft, Darmstadt 1962. (6. Folge 1972)
- Betriebslehre für Streitkräfte. Mit einer Einführung von Walter Le Coutre, Markus-Verlagsgesellschaft, Köln 1967.
- Beiträge zur Betriebswirtschaftslehre der Streitkräfte. Walhalla-und-Praetoria-Verlag, Regensburg 1978, ISBN 3-8029-6380-6.
- Beiträge zur Praxis der alternativen Verteidigung (= Studien zur Politikwissenschaft / Abteilung B, Forschungsberichte und Dissertationen. Bd. 50). Hrsg. von Reinhard Meyers, Lit, Münster u. a. 1990, ISBN 3-88660-546-9.
- (Hrsg.): Landkriegführung. Operation, Taktik, Logistik, Mittel. 2 Bände, Biblio-Verlag, Bissendorf 1992/2004.

- Handbuch. 1992, ISBN 3-7648-2407-7.
- Supplement. 2004, ISBN 3-7648-2377-1.

- Europäische Militärökonomie in einem sich globalisierenden Umfeld. Vorlesungen zur Militärökonomie an der Universität für National- und Weltwirtschaft, Sofia. Biblio-Verlag, Osnabrück 2000, ISBN 3-7648-2580-4.